# José Luis de la Granja Sainz
José Luis de la Granja Sainz (Almadén, 27 de setembre de 1954) és un historiador espanyol, que ha estudiat la Segona República Espanyola, la Guerra Civil Espanyola i el nacionalisme basc, tema aquest últim en el que és considerat una autoritat. És catedràtic en la Universitat del País Basc, universitat a la que s'hauria incorporat en 1978 o 1981.
És autor d'obres com Nacionalismo y II República en el País Vasco: estatutos de autonomía, partidos y elecciones: historia de Acción Nacionalista Vasca, 1930-1936 (1986), la seva tesi doctoral, reeditada en 2008, El nacionalismo vasco: un siglo de historia (1995), El siglo de Euskadi: el nacionalismo vasco en la España del siglo XX (2003), El oasis vasco: El nacimiento de Euskadi en la República y la Guerra Civil (2007), Breve historia de Euskadi: de los Fueros a la Autonomía (2010), junt a Santiago de Pablo i Coro Rubio Pobes, entre d'altres. Endemés ha estat coordinador de Manuel Tuñón de Lara: el compromiso con la historia, su vida y su obra (1993) i Tuñón de Lara y la historiografía española (1999), sengles homenatges a la figura de l'historiador Manuel Tuñón de Lara, entre altres obres col·lectives.